# تلمبه صفاییه (رفسنجان)
تلمبه صفاییه یک منطقهٔ مسکونی در ایران است که در دهستان بهرمان واقع شده‌است.